# José Luis Figueroa
José Luis Figueroa (Guadalajara, Jalisco, México, febrero de 1896 - Ciudad de México, México, diciembre de 1985) fue un pintor y político mexicano reconocido por sus aportaciones al arte moderno mexicano; sus trabajos se caracterizaron por ser exóticos y extravagantes, además de su singular técnica colorista.

## Biografía
Padre del fotógrafo Luis Jorge Figueroa, realizó algunos viajes a Estados Unidos y Sudamérica, además de participar en las Brigadas Educativas de la Secretaría de Educación Pública en México. Realizó diversas exposiciones; en la Ciudad de México es electo Diputado del Congreso, ocupando más tarde cargos de Dirección de la SEP. Fue militante activo de izquierda. Por sus múltiples actividades e interés político pierde la dedicación por la pintura. En 1984 le fue otorgada la presea José Clemente Orozco, por parte del Gobierno de Jalisco. Donó sus cuadros al Museo Regional de Guadalajara.
En 1987, el Museo Regional de Guadalajara realizó una exposición de sus obras en homenaje, cumplido el segundo aniversario luctuoso de Figueroa. Actualmente, se pueden observar obras del pintor en dicho museo.